# Шарль Кузен-Монтабан
Шарль-Гійом-Марі-Апполінер-Антуан Кузен-Монтабан, граф де Палікао (фр. Charles Guillaume Marie Appollinaire Antoine Cousin Montauban, 1er Comte de Palikao; 24 червня 1796 — 8 січня 1878) — французький військовий та державний діяч.

## Біографія
Шарль Кузен-Монтабан народився в Парижі в сім'ї Жана-Антуана Кузена і Аделаїди Делоне. У 1814 році, під ім'ям Шарль Кузен-Монтабан, вступив на службу в гвардію графа д'Артуа. Під час Ста днів зберіг вірність Бурбонам. Після реставрації навчався в кавалерійській школі в Сомюрі. У 1823 році добровольцем, у чині лейтенанта, брав участь у французькій інтервенції в Іспанію. Після царювання Карла X вступив до 1-й полку Кінних гренадерів.
У 1830 бере участь в експедиції до Алжиру. У 1831 отримав чин капітана. Після Липневої революції його небезпідставно підозрювали в таємних зносинах з претендентом, що висадився в Булоні, Луї-Наполеоном. Був знову переведений до Алжиру, де служив у кавалерії. 7 травня 1843 отримав чин підполковника і призначений командиром 2-го полку африканських стрільців, що стояв в Орані. З 2 серпня 1845 — полковник. На чолі свого полку йому вдалося в 1847 полонити Абд аль-Кадіра. Попри це, Кузен ледь не потрапив під суд за неправильне ведення полкової каси. Але в 1848 спалахнула революція і процес проти прихильника Луї-Наполеона був припинений.
З цього моменту Кузен вів жваву бонапартистську пропаганду, за недоречну активну діяльність був посаджений під арешт генералом Пелісьє. Кавеньяк вже був готовий підписати наказ про його звільнення з армії, але в цей час Луї-Наполеон став главою нації.
21 вересня 1851 року Кузен був підвищений до бригадні генерали, 28 грудня 1855 — в дивізійні. Командував провінцією Константіна. Під час його служби всюди лунали скарги на його деспотизм. Але імператор Наполеон III, знаючи прихильність Кузена до династії, постійно вигороджував його в скандальних процесах, розраховуючи, що в критичну хвилину на Кузена можна буде покластися.
У 1858 отримав призначення у Франції. Тільки всупереч власній волі, Наполеон III в 1859 поступився настійним вимогам французьких генералів, що категорично відмовились йти в похід разом з Кузеном, який через те не брав участь в Італійській війні. Натомість, Шарль Кузен-Монтабан був призначений командувачем французькими силами під час спільних англо-французьких бойових дій проти Китаю.

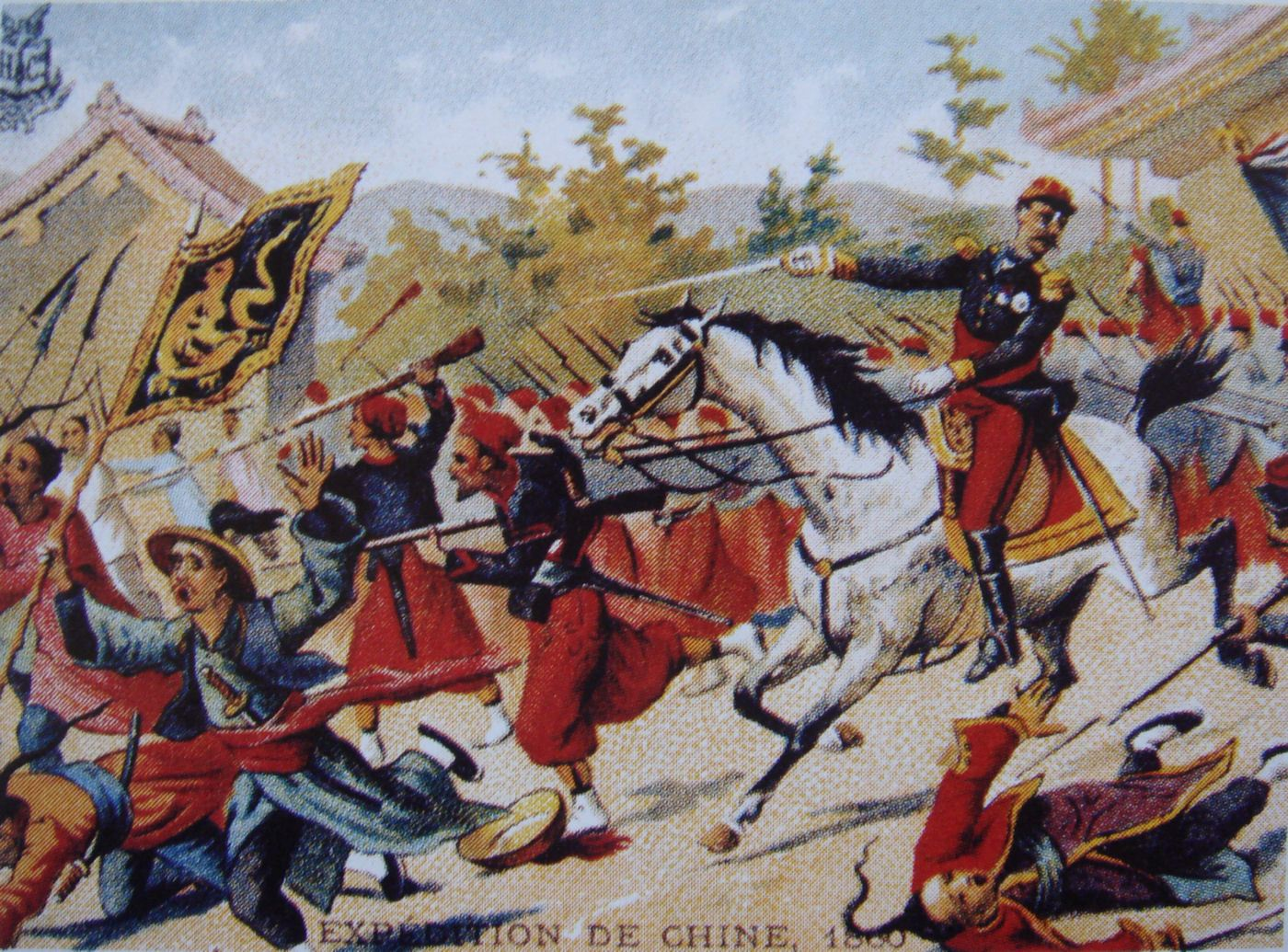
Кузен-Монтабан в битві біля села Чжанцзявань 18 вересня 1860 року

Саме тут він виявив свій військовий талант. У 1860 він захопив форти Дагу і здобув перемогу в битві біля мосту Балицяо. Проявив страшну грубість і кровожерливість, переважно при розграбуванні Літнього палацу в Пекіні. У 1863 році Наполеон III удостоїв його титулу графа Балицяо (фр. comte de Palikao).
В 1864 Кузен-Монтабан був призначений командувачем Ліонською армією. У 1865 році — IV армійським корпусом, дислокованим в Ліоні займав цей пост до початку Франко-прусської війни.
З початком франко-прусської війни передбачалося, що Кузен буде командувати десантними військами в передбачуваній експедиції в Північне і Балтійське море. Проте, коли криза, що почалася, привела до падіння уряду Олів'є, а війська, що готувалися, послали на фронт, імператриця Євгенія призначила його головою кабінету і військовим міністром.
На новій посаді Кузен-Монтабан пробув лише 24 дні. Попри це він розвинув енергійну діяльність. Він зумів мобілізувати військові ресурси нації, і за короткий термін сформував нову армію, яка під командуванням маршала Мак-Магона рушила на допомогу обложеному Мецу. Проте справа кінчилася катастрофою під Седаном.
Після полону імператора, Кузен-Монтабану було запропоновано стати диктатором, але він відмовився так чинити з державою, і запропонував сформувати Раду Національної оборони з собою на чолі. Перш, ніж рішення було прийнято, до зали засідань увірвався натовп, який проголосив 4 вересня 1870 року республіку. Шарль Кузен-Монтабан втік до Бельгії. Пізніше він повернувся до Франції.
Шарль-Гійом-Марі-Апполлінер-Антуан Кузен-Монтабан, граф де Палікао помер 8 січня 1878 у Версалі.

## Нагороди
- Орден Почесного легіону
  - кавалер (1834)
  - офіцер (1844)
  - командор (1848)
  - великий офіцер (1859)
  - великий хрест (1860)
- Військова Медаль (1861)